# Скоростна магистрала (Перник)
Скоростната магистрала в Перник е вътрешноградски скоростен път от АМ „Люлин“ към гр. Батановци, част от международния път София – Скопие. Няма ясен статут, наричана е по-често булевард, но и улица.
Пътят е обезопасен отстрани с мантинели. Разполага с 4 ленти за движение – по 2 ленти във всяко платно в двете посоки. Няма аварийно платно за спиране, но платната му са разделени с тревна ивица с мантинела. Простира се по оста на града главно в направление изток – запад. Трасето е избрано така, че да не преминава през жилищни и промишлени райони, за да позволи по-висока скорост на движение.
Започва от кръстовището на автомагистрала „Люлин“, движи се 7 км на запад, свива и върви 2 км на югозапад, после продължава отново на запад 2 км, пак върви на югозапад и завършва при разклона за гр. Батановци. Край пътя са разположени последователно (в посока от АМ „Люлин“ към Батановци) следните по-важни части на града:
- отляво – квартал Църква (по-рано Даскалово);
- отдясно – квартал „Изток“ с парк „Изток“;
- отляво – индустриален район с металургичния комбинат „Стомана-Индъстри“;
- отдясно – завод „Благой Попов“ и ТЕЦ „Република“;
- отляво – кв. Куциян;
- отдясно – кв. Тева и центърът на града;
- отляво – кв. Могиличе и кв. Каменина;
- отдясно – кв. Рено;
- кв. Бела вода.